# Hyacinthe de Gailhard-Bancel
Pour les articles homonymes, voir Gailhard et Bancel.
Hyacinthe de Gailhard-Bancel, né le 1er novembre 1849 à Allex (Drôme) et mort le 22 mars 1936 à Allex (Drôme), est un avocat et homme politique français. Député de l'Ardèche, il siège avec les catholiques de l'Action libérale populaire puis avec les Indépendants de droite à partir de 1919.

## Biographie

### Premières années
Il est le petit-fils de Charles de Gailhard-Bancel, qui est membre du conseil des Cinq-Cents et de la Chambre introuvable.
Après un cursus dans le secondaire à Villefranche-sur-Saône et des études de droit à la faculté de Grenoble, il devient avocat aux barreaux de Paris, puis Grenoble et enfin Valence.  

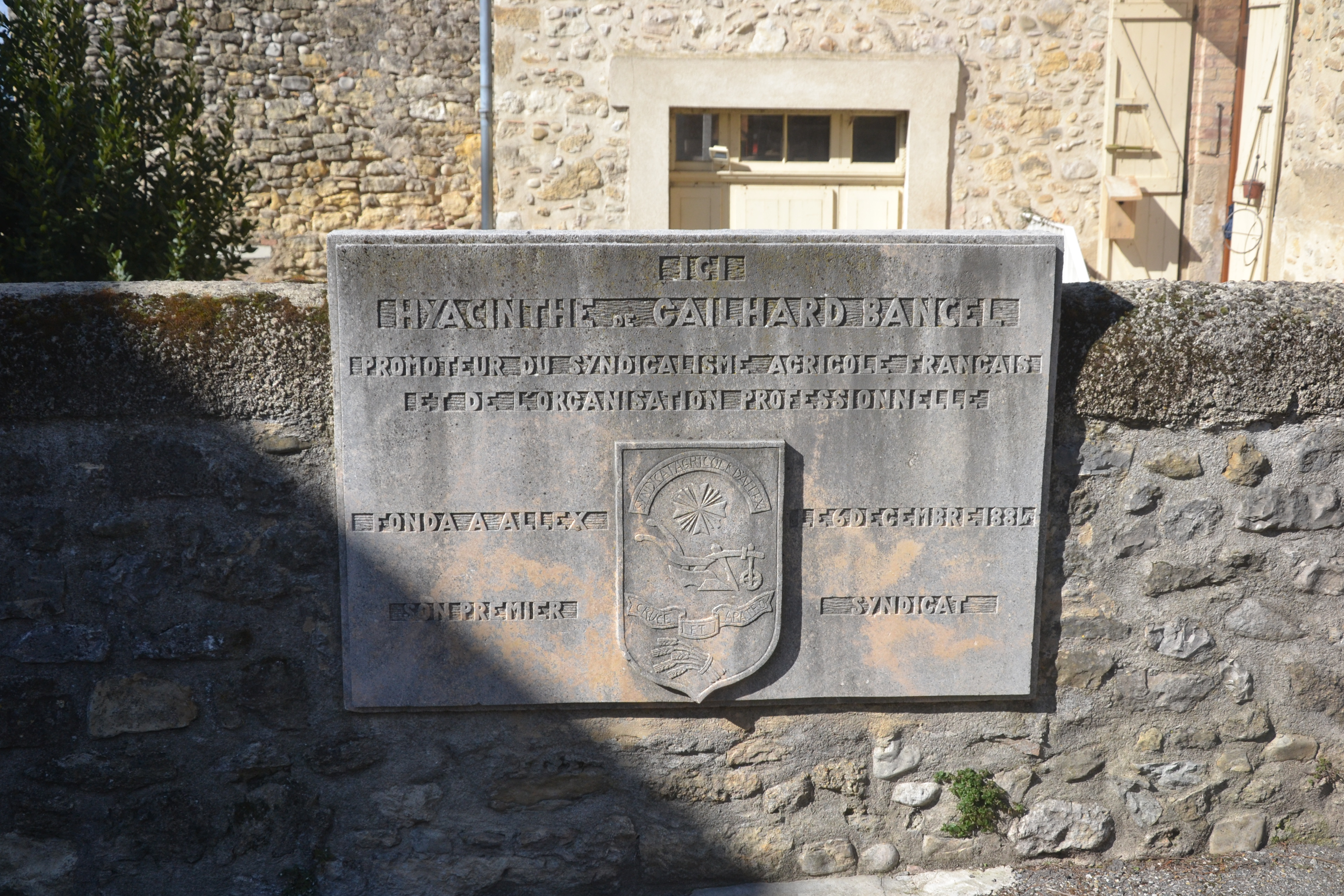
Plaque à Allex.

À partir de 1884, il s'occupe principalement de la création de syndicats agricoles dans la Drôme, notamment à Allex et Crest. Catholique social et admirateur de René de La Tour du Pin, il professe des sentiments très religieux et collabore activement au mouvement des cercles ouvriers chrétiens.

### Député catholique-social
Il se présente pour la première fois pour le siège de député de l'Ardèche aux élections de 1898. Il fait campagne en tant que catholique rallié à la République  et déclare à ce propos : « je suis prêt à soutenir une république vraiment libérale et nationale ». Battu par le radical modéré Marc Sauzet, il se présente à l'élection partielle de 1898 qui a lieu après la démission de ce dernier, et parvient à défaire un candidat du parti radical. 
Une fois à la Chambre des députés, il siège dans le groupe de l'Action libérale, c'est-à-dire sur les bancs de la droite. Il s'y distingue par sa défense des familles nombreuses, de la classe paysanne et de la cause ouvrière.
Lors des élections législatives de 1902, il est réélu au premier tour de scrutin contre Albert Le Roy sur un programme antidreyfusard et opposé à la politique de laïcité du gouvernement. Durant cette législature, il vilipende Émile Combes et sa politique et ferraille avec acharnement contre l'expulsion des congrégations en 1903, la fin de l'enseignement congréganiste en 1904 et finalement la séparation de l'Église et de l'État en 1905. Il continue à suivre les questions sociales en intervenant à propos des caisses d'assurances, des coopératives agricoles, de l'assistance aux vieillards, infirmes et incurables et enfin du recrutement de l'armée.
Il est réélu aux élections législatives françaises de 1906 face au radical Georges Murat. Durant cette législature, il tente d'assouplir les conditions de la Séparation et continue à s'intéresser aux questions agricoles et la réglementation du travail. Aux élections de 1910, il est battu à la faveur du retour sur la scène politique du professeur Marc Sauzet. Ce dernier décède toutefois en 1912, ce qui permet à Hyacinthe de Gailhard-Bancel de retrouver son siège de député dans une élection partielle qui l'oppose à Isidore Cuminal.

### Première Guerre mondiale
Aux élections de 1914, il bat à nouveau Isidore Cuminal. Il continue de siéger à la commission de l'agriculture de la Chambre et entre à la commission de comptabilité, et aux commissions de la marine et de l'armée à la suite du début de la Première Guerre mondiale.
En 1916, il prend la défense d'un monde agricole fragilisé par les destructions et la durée de la guerre en déposant une première résolution concernant le paiement des produits réquisitionnés aux agriculteurs et une seconde ayant pour objet d'accorder aux agriculteurs le charbon nécessaire au battage.  
En 1917, il prend part aux discussions à la Chambre sur la nécessité de créer une commission du ravitaillement et des réquisitions, où il entre quand elle est créée en 1918.
En 1918, il soutient la proposition de loi concernant l'acquisition de petites propriétés rurales par les pensionnés militaires et victimes de la guerre.
Sa famille est durement touchée par la Grande Guerre : il perd trois de ses fils au champ d'honneur et un quatrième y est gravement blessé.

### Présidence du groupe des Indépendants

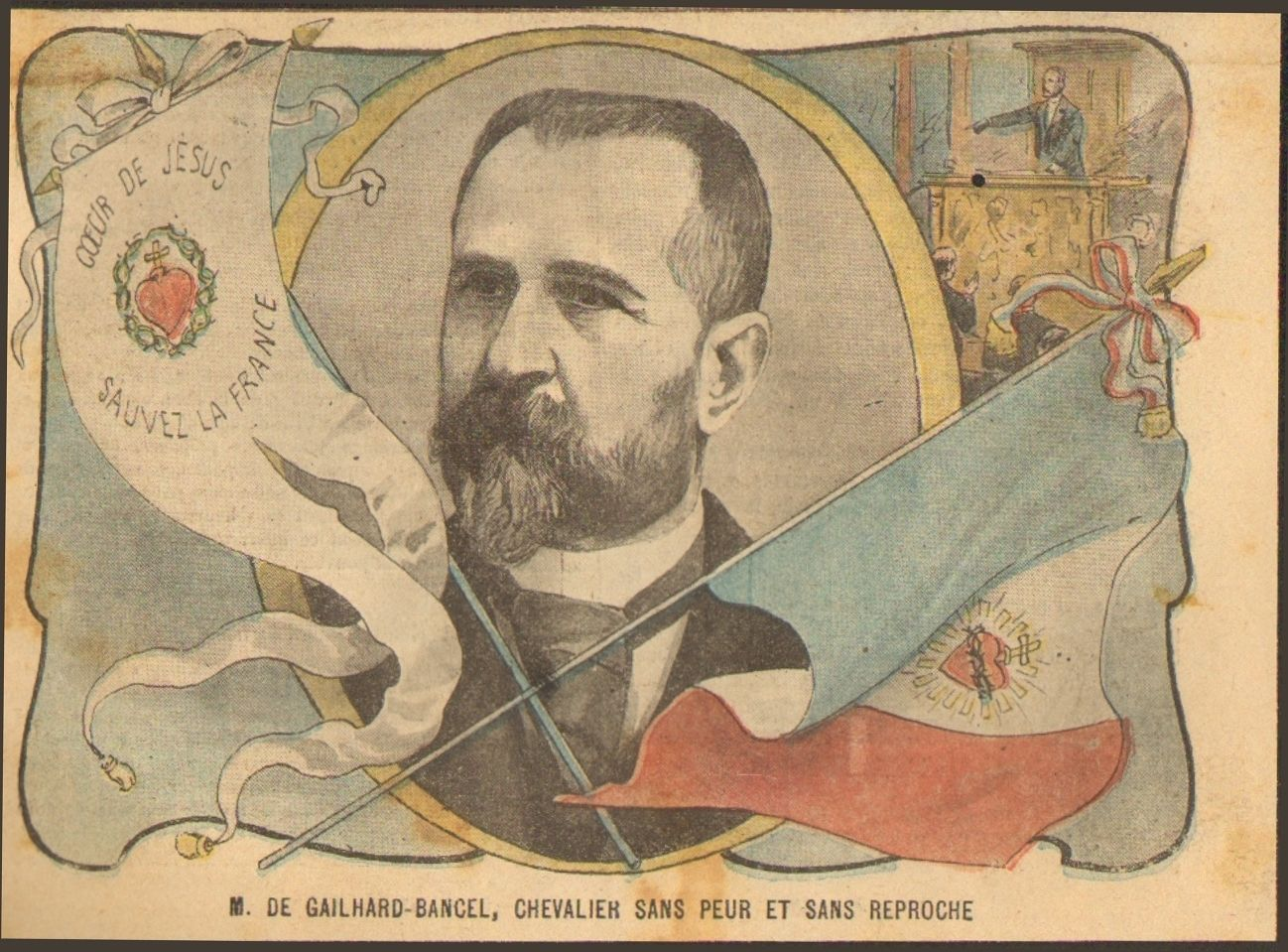
Dessin légendé "M. de Gailhard-Bancel, chevalier sans peur et sans reproche"

Le scrutin uninominal majoritaire à deux tours est remplacé par un scrutin de listes par département pour les élections législatives françaises de 1919. Hyacinthe de Gailhard-Bancel choisit donc de se présenter sur la liste d'union républicaine nationale, opposée à une liste d'union et de concentration républicaine. La victoire de la liste du Bloc national permet son élection.
Au lendemain des élections, il crée et préside le groupe des Indépendants de droite. Ce groupe, comprenant des députés catholiques-sociaux et des députés de l'Action française, se donne pour objectif de peser sur la politique sociale en défendant le corporatisme et en prônant un « ordre social chrétien ». Le groupe reçoit par ailleurs le soutien de l'Action française et de son juriste, le marquis Marie de Roux.
Au cours de la législature, il discute le projet de loi destiné à entériner le traité de paix avec l'Allemagne et vote en sa faveur. La même année, il avoue regretter sa décision car le Traité de Versailles a permis à l'Allemagne de conserver son unité nationale. 
Au nom des Indépendants de droite, il effectue plusieurs propositions de loi, notamment : 
- en 1919, une loi sur les responsabilités des accidents du travail dont étaient victimes les ouvriers ;

- en 1922, une loi pour l'organisation professionnelle et régionale d'assurances sociales où il se réfère explicitement à René de La Tour du Pin et Albert de Mun.

Aux élections de 1924, il est battu alors qu'il se présente à nouveau sur la liste d'union nationale républicaine et sociale. Sa liste récolte 35 975 voix contre 36 235 voix à la liste concurrente. En raison de la victoire nationale du Cartel des gauches, le groupe parlementaire des Indépendants n'est reconduit. Son œuvre de défense du corporatisme est néanmoins poursuivie au cours des législatures suivantes par des députés catholiques plus jeunes, tel Xavier Vallat, ancien membre des Indépendants de droite.
Après sa défaite, il se retire à Allex dans le château des Ramières, et s'éteint en 1936, à l'âge de 86 ans.

## Principaux mandats
- Député de l'Ardèche de 1899 à 1910
- Député de l'Ardèche de 1912 à 1924

## Ouvrages
- Quinze années d’action syndicale, Paris, 1900, préface de François Coppée ;
- Contre l'unité allemande renforcée par le traité de Versailles, Service des publications de l'Action française, Paris, 1919 ;
- Quatorze années de défense religieuse à la Chambre des députés (1901 - 1914), Éditions Spes, Paris, 1928 ;
- Les syndicats agricoles aux champs et au parlement (1884 - 1924), Éditions Spes, Paris, 1929, Prix Fabien de l'Académie française.

## Discours majeurs
- Les Parlers locaux au point de vue social, causerie à propos des représentations félibréennes données à Valence les 20 et 21 février 1897, Impression Valentinoise, Valence, 1897 ;
- Les Syndicats agricoles et l'union des classes. Discours prononcé à Paris, à l'assemblée générale du 1er décembre 1897 du Congrès national catholique, Impression Valentinoise, Valence, 1898;
- Les Jésuites, témoignage d'un ancien élève. Discours prononcé à la Chambre des Députés, le 18 mars 1901, Impression Valentinoise, Valence, 1901 ;
- Les Retraites ouvrières. Les Caisses autonomes professionnelles. La Consultation syndicale. Discours prononcés à la Chambre des Députés les 16 juin et 2 juillet 1901, Impression Valentinoise, Valence, 1901 ;
- Pour les Pensionnats congréganistes. Discours prononcés à la Chambre des députés le 15 mars et le 23 mars 1904, Impression Valentinoise, Valence, 1904 ;
- Le Budget des cultes, les biens des fabriques et des consistoires. Discours prononcé à la Chambre des Députés au cours de la discussion générale de la séparation des Églises et de l'État dans la séance du 3 avril 1905, Impression Valentinoise, Valence, 1905 ;
- Les Retraites ouvrières : les caisses autonomes, régionales, professionnelles. Discours prononcé à la Chambre des députés, le 10 juillet 1905, Impression Valentinoise, Valence, 1905 ;
- Les Catholiques en face de la loi de Séparation. Discours prononcé à l'assemblée de clôture du Congrès diocésain de Paris le 3 mars 1909, Impression de P. Féron-Vrau, Paris, 1909 ;
- Les Revendications scolaires des catholiques. Discours prononcé à la Chambre des députés les 4 et 11 juin 1913, Impression Valentinoise, Valence, 1914
- La Politique française en Orient. Pour l'indépendance de l'Ukraine. Discours prononcés à la Chambre des députés